# 48e cérémonie des César
La 48e cérémonie des César du cinéma, organisée par l'Académie des arts et techniques du cinéma, se déroule à Paris, à l'Olympia, le 24 février 2023, et récompense les films sortis en France en 2022.
Marion Cotillard figure sur l'affiche officielle de la cérémonie dans une scène tirée du film Annette de Leos Carax, sorti en 2021. Les César ont également sorti une affiche animée mettant en vedette une scène de l'actrice chantant dans le film.

## Présentateurs et intervenants
Le président de la cérémonie de cette année est l'acteur Tahar Rahim. Il n'y a pas de maître de cérémonie, mais treize acteurs assurent ensemble l'animation et remettent les distinctions : Emmanuelle Devos, Léa Drucker, Eye Haïdara, Leïla Bekhti, Jérôme Commandeur, Ahmed Sylla, Jamel Debbouze, Marina Foïs, Alex Lutz, Raphaël Personnaz, Audrey Lamy, Benoît Magimel et Michel Hazanavicius,. Virginie Efira et Brad Pitt remettent à David Fincher son César d'honneur.

## Palmarès
En novembre 2022, l'acteur Sofiane Bennacer fait partie des présélections « Révélation » pour le César du meilleur espoir masculin pour le film Les Amandiers. Il est retiré de la liste à la suite de l’annonce de sa mise en examen pour viols et violences.
Le 2 janvier 2023, en réponse à l'affaire Bennacer mais aussi au contexte des César 2020, l'Académie des César annonce que tout nommé accusé ou condamné, pour des faits de violence, notamment à caractère sexiste ou sexuel, sera exclu de la 48e cérémonie des César mais pourra figurer au palmarès.
Les nominations sont annoncées le 25 janvier 2023.

### Meilleur film
- La Nuit du 12 de Dominik Moll produit par Caroline Benjo, Barbara Letellier, Carole Scotta et Simon Arnal
  - Les Amandiers de Valeria Bruni Tedeschi produit par Alexandra Henochsberg et Patrick Sobelman
  - En corps de Cédric Klapisch produit par Bruno Levy
  - L'Innocent de Louis Garrel produit par Anne-Dominique Toussaint
  - Pacifiction : Tourment sur les Îles d'Albert Serra produit par Pierre-Olivier Bardet

### Meilleure réalisation
- Dominik Moll pour La Nuit du 12
  - Cédric Klapisch pour En corps
  - Louis Garrel pour L'Innocent
  - Cédric Jimenez pour Novembre
  - Albert Serra pour Pacifiction : Tourment sur les Îles

### Meilleure actrice
- Virginie Efira pour le rôle de Mia dans Revoir Paris
  - Fanny Ardant pour le rôle de Shauna Loszinsky dans Les Jeunes Amants
  - Juliette Binoche pour le rôle de Marianne Winckler dans Ouistreham
  - Laure Calamy pour le rôle de Julie Roy dans À plein temps
  - Adèle Exarchopoulos pour le rôle de Cassandre dans Rien à foutre

### Meilleur acteur
- Benoît Magimel pour le rôle du haut-commissaire De Roller dans Pacifiction : Tourment sur les Îles
  - Jean Dujardin pour le rôle de Fred dans Novembre
  - Louis Garrel pour le rôle de Abel Lefranc dans L'Innocent
  - Vincent Macaigne pour le rôle de Simon dans Chronique d'une liaison passagère
  - Denis Ménochet pour le rôle de Peter von Kant dans Peter von Kant

### Meilleure actrice dans un second rôle
- Noémie Merlant pour le rôle de Clémence Genièvre dans L'Innocent
  - Judith Chemla pour le rôle de Meriem dans Le Sixième Enfant
  - Anaïs Demoustier pour le rôle de Ines dans Novembre
  - Anouk Grinberg pour le rôle de Sylvie Lefranc dans L'Innocent
  - Lyna Khoudri pour le rôle de Samia Khelouf dans Novembre

### Meilleur acteur dans un second rôle
- Bouli Lanners pour le rôle de Marceau dans La Nuit du 12
  - François Civil pour le rôle de Yann dans En corps
  - Micha Lescot pour le rôle de Pierre Romans dans Les Amandiers
  - Pio Marmaï pour le rôle de Loïc dans En corps
  - Roschdy Zem pour le rôle de Michel Ferrand dans L'Innocent

### Meilleur espoir féminin
- Nadia Tereszkiewicz pour le rôle de Stella dans Les Amandiers
  - Marion Barbeau pour le rôle de Élise dans En corps
  - Guslagie Malanda pour le rôle de Laurence Coly dans Saint Omer
  - Rebecca Marder pour le rôle de Irène dans Une jeune fille qui va bien
  - Mallory Wanecque pour le rôle de Lily dans Les Pires

### Meilleur espoir masculin
- Bastien Bouillon pour le rôle de Yohan Vivès dans La Nuit du 12
  - Stefan Crepon pour le rôle de Karl dans Peter von Kant
  - Dimitri Doré pour le rôle de Bruno Reidal dans Bruno Reidal, confession d'un meurtrier
  - Paul Kircher pour le rôle de Lucas Ronis dans Le Lycéen
  - Aliocha Reinert pour le rôle de Johnny dans Petite Nature

### Meilleur scénario original
- Louis Garrel, Tanguy Viel et Naïla Guiguet pour L'Innocent
  - Éric Gravel pour À plein temps
  - Valeria Bruni Tedeschi, Noémie Lvovsky et Agnès de Sacy pour Les Amandiers
  - Cédric Klapisch, Santiago Amigorena pour En corps
  - Alice Diop, Amrita David et Marie Ndiaye pour Saint Omer

### Meilleure adaptation
- Gilles Marchand et Dominik Moll pour La Nuit du 12 d'après le livre documentaire 18.3 - Une année à la PJ de Pauline Guéna
  - Michel Hazanavicius pour Coupez ! d'après le film Ne coupez pas ! de Shin'ichirō Ueda
  - Thierry de Peretti et Jeanne Aptekman pour Enquête sur un scandale d'État d'après le livre L'Infiltré d'Hubert Avoine et Emmanuel Fansten

### Meilleurs costumes
- Gigi Lepage pour Simone, le voyage du siècle
  - Caroline de Vivaise pour Les Amandiers
  - Pierre-Jean Larroque pour Couleurs de l'incendie
  - Emmanuelle Youchnovski pour En attendant Bojangles
  - Corinne Bruand pour L'Innocent
  - Praxèdes de Vilallonga pour Pacifiction : Tourment sur les Îles

### Meilleure photographie
- Artur Tort pour Pacifiction : Tourment sur les Îles
  - Julien Poupard pour Les Amandiers
  - Alexis Kavyrchine pour En corps
  - Patrick Ghiringhelli pour La Nuit du 12
  - Claire Mathon pour Saint Omer

### Meilleurs décors
- Christian Marti pour Simone, le voyage du siècle
  - Emmanuelle Duplay pour Les Amandiers
  - Sébastian Birchler pour Couleurs de l'incendie
  - Michel Barthélémy pour La Nuit du 12
  - Sébastien Vogler pour Pacifiction : Tourment sur les Îles

### Meilleur montage
- Mathilde Van de Moortel pour À plein temps
  - Anne-Sophie Bion pour En corps
  - Pierre Deschamps pour L'Innocent
  - Laure Gardette pour Novembre
  - Laurent Rouan pour La Nuit du 12

### Meilleur son
- François Maurel, Olivier Mortier et Luc Thomas pour La Nuit du 12
  - Cyril Moisson, Nicolas Moreau et Cyril Holtz pour En corps
  - Laurent Benaïm, Alexis Meynet, Olivier Guillaume pour L'Innocent
  - Cédric Deloche, Alexis Place Gwennolé Le Borgne et Marc Doisne pour Novembre
  - Jordi Ribas, Benjamin Laurent et Bruno Tarrière pour Pacifiction : Tourment sur les Îles

### Meilleurs effets visuels
- Laurens Ehrmann pour Notre-Dame brûle
  - Guillaume Marien pour Les Cinq Diables
  - Sébastien Rame pour Fumer fait tousser
  - Mikaël Tanguy pour Novembre
  - Marco Del Bianco pour Pacifiction : Tourment sur les îles

### Meilleure musique originale
- Irène Drésel pour À plein temps
  - Alexandre Desplat pour Coupez !
  - Grégoire Hetzel pour L'Innocent
  - Olivier Marguerit pour La Nuit du 12
  - Marc Verdaguer et Joe Robinson pour Pacifiction : Tourment sur les Îles
  - Anton Sanko pour Les Passagers de la nuit

### Meilleur premier film
- Saint Omer d'Alice Diop
  - Bruno Reidal, confession d'un meurtrier de Vincent Le Port
  - Falcon Lake de Charlotte Le Bon
  - Les Pires de Lise Akoka et Romane Guéret
  - Le Sixième Enfant de Léopold Legrand

### Meilleur film d'animation
- Ma famille afghane de Michaela Pavlatova
  - Ernest et Célestine : Le Voyage en Charabie de Jean-Christophe Roger et Julien Chheng
  - Le Petit Nicolas : Qu'est-ce qu'on attend pour être heureux ? d'Amandine Fredon et Benjamin Massoubre

### Meilleur film documentaire
- Retour à Reims (Fragments) de Jean-Gabriel Périot
  - Allons enfants de Thierry Demaizière et Alban Teurlai
  - Les Années Super 8 d'Annie Ernaux et David Ernaux-Briot
  - Le Chêne de Laurent Charbonnier et Michel Seydoux
  - Jane par Charlotte de Charlotte Gainsbourg

### Meilleur film étranger
- As bestas de Rodrigo Sorogoyen •  Espagne (en espagnol, galicien et français)
  - Close de Lukas Dhont •  Belgique (en français et néerlandais)
  - La Conspiration du Caire (Walad Min Al Janna) de Tarik Saleh •  Suède (en arabe)
  - Eo de Jerzy Skolimowski •  Pologne •  Italie (en polonais)
  - Sans filtre (Triangle of Sadness) de Ruben Östlund •  Suède (en anglais)

### Meilleur court métrage de fiction
- Partir un jour d'Amélie Bonnin
  - Haut les cœurs d'Adrian Moyse Dullin
  - Le Roi David de Lila Pinell
  - Les Vertueuses de Stéphanie Halfon

### Meilleur court métrage documentaire
- Maria Schneider, 1983 d'Elisabeth Subrin
  - Churchill, Polar Bear Town d'Annabelle Amoros
  - Écoutez le battement de nos images d'Audrey Jean-Baptiste et Maxime Jean-Baptiste

### Meilleur court métrage d'animation
- La Vie sexuelle de mamie d'Urska Djukic et Émilie Pigeard
  - Câline de Margot Reumont
  - Noir-Soleil de Marie Larrivé

### César des lycéens
- La Nuit du 12 de Dominik Moll produit par Caroline Benjo, Barbara Letellier, Carole Scotta et Simon Arnal
  - Les Amandiers de Valeria Bruni Tedeschi produit par Alexandra Henochsberg et Patrick Sobelman
  - En corps de Cédric Klapisch produit par Bruno Levy
  - L'Innocent de Louis Garrel produit par Anne-Dominique Toussaint
  - Pacifiction : Tourment sur les Îles d'Albert Serra produit par Pierre-Olivier Bardet

### César d'honneur
- David Fincher

## Statistiques

### Nominations multiples
- 12 : L'Innocent
- 11 : La Nuit du 12, Pacifiction : Tourment sur les Îles
- 10 : En corps
- 08 : Les Amandiers
- 07 : Novembre
- 04 : À plein temps, Saint Omer
- 02 : Bruno Reidal, confession d'un meurtrier, Couleurs de l'incendie, Coupez !, Peter von Kant, Les Pires, Simone, le voyage du siècle, Le Sixième Enfant

### Récompenses multiples
- 7 : La Nuit du 12
- 2 : Pacifiction : Tourment sur les Îles, À plein temps, L'Innocent, Simone, le voyage du siècle.

### Les grands perdants
- 0 / 9 : En corps
- 0 / 7 : Novembre